# Hippophae
Hippophae és un gènere de plantes amb flors de l'ordre Rosales.

## Característiques
Són arbusts. N'hi ha set espècies, algunes de les quals són endemismes de zones determinades de la Xina. A la zona mediterrània es troba només l'arç groc (Hippophae rhamnoides).
El nom Hippophae prové del grec antic, Hippo "cavall" i phaos "lluir", car la tradició deia que els cavalls que menjaven aquestes fulles adquirien un millor aspecte, amb una pell brillant i guanyant pes.

## Taxonomia
- Hippophae goniocarpa Y.S.Lian et al. ex Swenson & Bartish, es troba a les províncies de Qinghai i Sichuan entre 2500 i 3500 m.
- Hippophae gyantsensis (Rousi) Y.S.Lian, es troba a Xizang, entre 3500 i 4000 m o més.
- Hippophae litangensis Y.S.Lian & Xue L.Chen ex Swenson & Bartish, es troba a la zona de Litang a Sichuan, a uns 3700 m.
- Hippophae neurocarpa S.W.Liu & T.N.He. es troba a les províncies de Qinghai, Sichuan i Xizang, entre 3400 i 4400 m.
- Arç groc (Hippophae rhamnoides L.), l'espècie més coneguda que es troba des del Mediterrani fins a la Xina passant per Sibèria.
- Hippophae salicifolia D.Don, es troba a la zona de l'Himàlaia, com ara a Bhutan, al nord de l'Índia, al Nepal i la part sud de Xizang, entre 2800 i 3500 m.
- Hippophae tibetana Schlechtendal, es troba a Bhutan, al nord de l'Índia, al Nepal i a Gansu, Qinghai i Xizang, entre 3600 i 4700 m.